# Alex Pinto
Carlos Alexandre Reis Pinto, noto semplicemente come Alex Pinto (Guimarães, 8 luglio 1998), è un calciatore portoghese, difensore dell'Arouca.

## Caratteristiche tecniche
È un terzino destro.

## Carriera

### Club
Cresciuto nel settore giovanile del Vitória Guimarães, ha esordito in prima squadra il 20 maggio 2017 disputando l'incontro di Primeira Liga perso 1-0 contro il Feirense.

### Nazionale
Ha giocato nelle nazionali giovanili portoghesi Under-19 ed Under-20.

## Statistiche
Statistiche aggiornate al 14 settembre 2019.

### Presenze e reti nei club
| Stagione         | Squadra             | Campionato       | Campionato | Campionato | Coppe nazionali | Coppe nazionali | Coppe nazionali | Coppe continentali | Coppe continentali | Coppe continentali | Altre coppe | Altre coppe | Altre coppe | Totale | Totale | Totale |
| Stagione         | Squadra             | Comp             | Pres       | Reti       | Comp            | Pres            | Reti            | Comp               | Pres               | Reti               | Comp        | Pres        | Reti        | Pres   | Reti   |        |
| ---------------- | ------------------- | ---------------- | ---------- | ---------- | --------------- | --------------- | --------------- | ------------------ | ------------------ | ------------------ | ----------- | ----------- | ----------- | ------ | ------ | ------ |
| 2016-2017        | Vitória Guimarães B | LdH              | 4          | 0          |                 | -               | -               |                    | -                  | -                  |             | -           | -           | 4      | 0      |        |
| 2016-2017        | Vitória Guimarães   | PL               | 1          | 0          |                 | -               | -               |                    | -                  | -                  |             | -           | -           | 1      | 0      |        |
| 2017-2018        | Benfica B           | LdH              | 26         | 0          |                 | -               | -               |                    | -                  | -                  |             | -           | -           | 26     | 0      |        |
| 2018-2019        | Benfica B           | LdH              | 31         | 0          |                 | -               | -               |                    | -                  | -                  |             | -           | -           | 31     | 0      |        |
| Totale Benfica B | Totale Benfica B    | Totale Benfica B | 57         | 0          |                 | -               | -               |                    | -                  | -                  |             | -           | -           | 57     | 0      |        |
| 2019-2020        | Gil Vicente         | PL               | 3          | 0          | CP+CdL          | 0+1             | 0               |                    | -                  | -                  |             | -           | -           | 4      | 0      |        |
| Totale carriera  | Totale carriera     | Totale carriera  | 65         | 0          |                 | 1               | 0               |                    | -                  | -                  |             | -           | -           | 66     | 0      |        |